# 蕭誄
蕭誄（5世紀—495年8月1日），字彥文，南蘭陵郡蘭陵縣人，南朝宋員外郎蕭道清之孫，桂陽國下軍將軍蕭仙伯之子，齊高帝蕭道成絕服族子。

## 生平
南朝齊隆昌元年（494年），蕭誄隨從兄長蕭諶參與蕭鸞廢帝之事，擔任寧朔將軍、東莞太守，轉任西中郎司馬。建武元年（494年）十月，齊明帝蕭鸞篡位，蕭誄以功封西昌縣開國侯，食邑千戶，轉任太子左衛率。
建武二年（495年）正月，北魏南侵司州，蕭誄領軍前往司州，協助兄長司州剌史蕭誕抵禦魏軍。三月，魏軍被擊退，蕭誄返回京城。六月壬戌（8月1日），蕭誄與兄長領軍將軍蕭諶一同被誅殺。